# Tratado sobre Misiles Antibalísticos

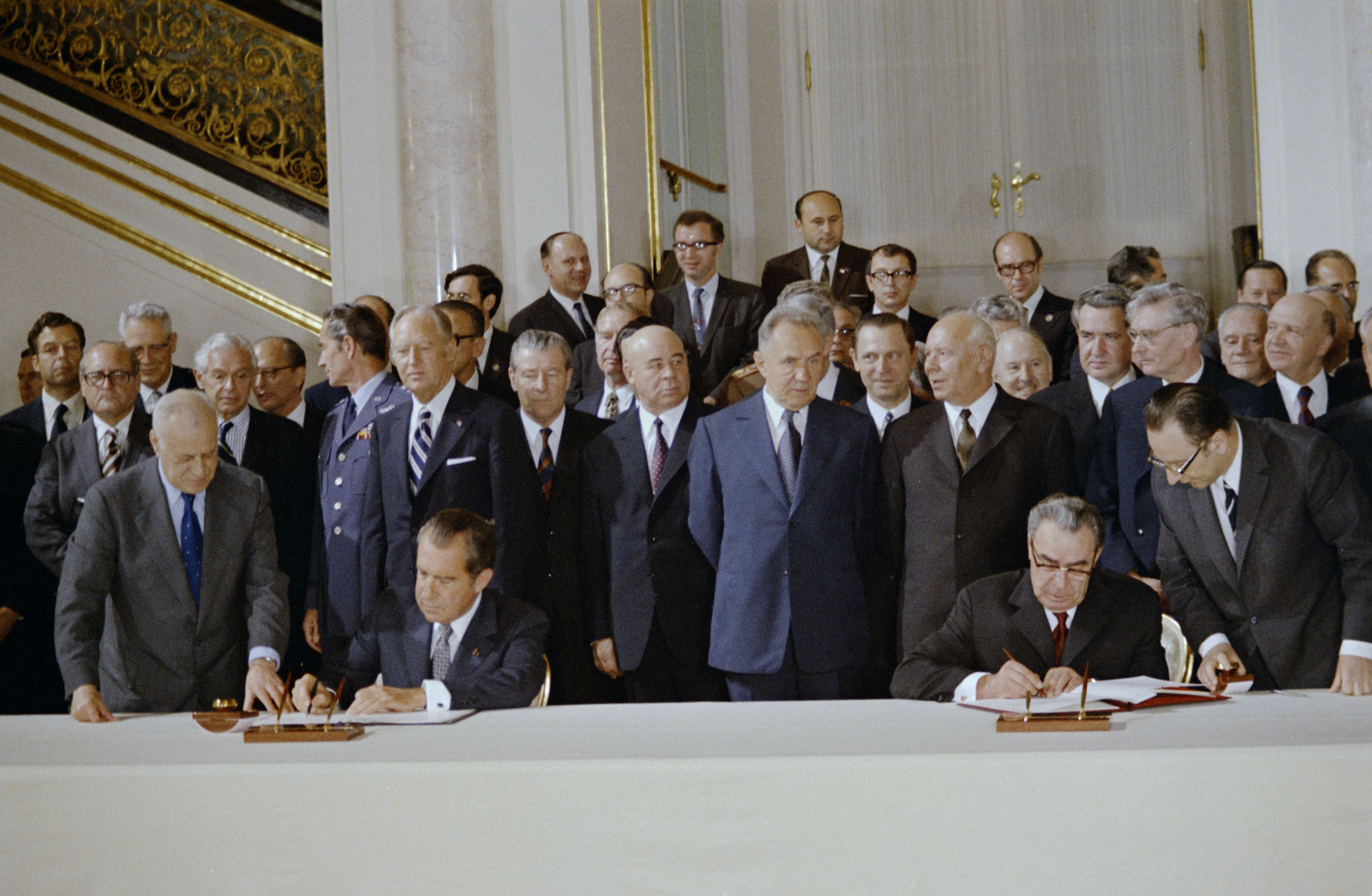
El presidente Nixon y el secretario general Brezhnev firman el Tratado (SALT 1) ABM (Limitación de Sistemas de Misiles Antibalísticos) y el Acuerdo Interino sobre armas estratégicas ofensivas en Moscú. 26 de mayo de 1972.

El Tratado sobre Misiles Antibalísticos o Tratado ABM fue un acuerdo entre Estados Unidos y la Unión Soviética para limitar el número de sistemas antimisiles, utilizados para defender ciertos lugares contra misiles con carga nuclear. El 26 de mayo de 1972 el presidente estadounidense Richard Nixon y el secretario general del Comité Central del Partido Comunista, Leonid Brézhnev, firmaron este tratado, que estuvo en vigor durante 30 años, hasta 2002. El 13 de junio de 2002, seis meses después de anunciarlo, los Estados Unidos se retiraron del acuerdo.
Retirada de Estados Unidos
El 13 de diciembre de 2001, George W. Bush notificó a Rusia la retirada de Estados Unidos del tratado, de acuerdo con la cláusula que exigía un preaviso de seis meses antes de rescindir el pacto: era la primera vez en la historia reciente que Estados Unidos se retiraba de un gran tratado internacional sobre armamento. Esto condujo a la eventual creación de la Agencia de Defensa Antimisiles estadounidense.
Los partidarios de la retirada argumentaron que era necesaria para probar y construir una Defensa Nacional de Misiles limitada que protegiera a Estados Unidos del chantaje nuclear de un Estado delincuente. Pero, la retirada tuvo muchos críticos extranjeros y nacionales, que dijeron que la construcción de un sistema de defensa antimisiles llevaría a temer un primer ataque nuclear estadounidense, ya que la defensa antimisiles podría embotar el ataque de represalia que de otro modo disuadiría de tal ataque preventivo. John Rhinelander, negociador del Tratado ABM, predijo que la retirada sería un "golpe fatal" para el Tratado de No Proliferación y conduciría a un "mundo sin restricciones legales efectivas a la proliferación nuclear". El ex Secretario de Defensa estadounidense William Perry también criticó la retirada de Estados Unidos calificándola de muy mala decisión.
Respuesta rusa
El recién elegido presidente ruso Vladímir Putin respondió a la retirada ordenando un aumento de las capacidades nucleares de Rusia, diseñado para contrarrestar las capacidades de Estados Unidos, aunque señaló que no había ningún peligro inmediato derivado de la retirada estadounidense[26].
El 24 de mayo de 2002, Rusia y Estados Unidos firmaron en Moscú el Tratado de Reducción de Armas Estratégicas Ofensivas. Este tratado obliga a reducir las ojivas nucleares estratégicas desplegadas, pero no obliga a reducir el número total de ojivas almacenadas y no prevé ningún mecanismo de aplicación.
El 13 de junio de 2002, Estados Unidos se retiró del ABM (tras haberlo notificado 6 meses antes). Al día siguiente, Rusia respondió declarando que dejaría de cumplir el tratado START II, que no había entrado en vigor[27].
En entrevistas con Oliver Stone en 2017, el presidente ruso, Vladímir Putin, dijo que al tratar de persuadir a Rusia para que aceptara la retirada estadounidense del tratado, tanto Bill Clinton como George W. Bush habían intentado, sin pruebas, convencerle de una amenaza nuclear emergente por parte de Irán[28].
El 1 de marzo de 2018, el presidente ruso Vladímir Putin, en un discurso ante la Asamblea Federal, anunció el desarrollo de una serie de "superarmas" tecnológicamente nuevas en respuesta a la retirada de EE. UU. del Tratado ABM[29][30][31] Un funcionario estadounidense anónimo de la administración Trump se refirió a sus declaraciones como falsedades en gran medida jactanciosas[32] Afirmó que la decisión estadounidense le impulsó a ordenar un aumento de las capacidades nucleares de Rusia, destinadas a contrarrestar las estadounidenses[33].
En 2021, Putin citó la retirada de Estados Unidos entre sus quejas contra Occidente: "Intentamos asociarnos con Occidente durante muchos años, pero la asociación no fue aceptada, no funcionó", citándola a menudo como uno de los grandes pecados de Estados Unidos tras la Guerra Fría[34].
[Números de referencia de la versión inglesa]